# Émilie de Beauharnais
Émilie Louise de Beauharnais, comtesse de Lavalette, née le 28 janvier 1781 à Paris où elle est morte le 18 juin 1855, est une personnalité du Consulat et de l'Empire, membre de la maison de Beauharnais.

## Biographie
Nièce par alliance de l'impératrice Joséphine, Émilie de Beauharnais passe plusieurs années dans le pensionnat de madame Campan. Âgée de 17 ans, elle épouse, à l'instigation de Napoléon Bonaparte, Antoine Chamans, qui est ainsi remercié des services qu'il a rendus au premier consul durant la campagne d'Italie.
Pendant le Premier Empire, Émilie devient suivante puis dame d'atours de l'impératrice Joséphine. Après le divorce de celle-ci, Émilie se retire de la cour pour se consacrer à l'éducation de sa fille.
À la Restauration, Antoine Chamans est condamné à mort pour avoir soutenu Napoléon Ier mais Émilie imagine et organise avec leur fille âgée de 13 ans, l'évasion rocambolesque de son époux. Apprenant l’évasion, Louis XVIIl dit : « Madame de Lavalette est la seule qui ait fait son devoir. » Emprisonnée un mois pour son audace, elle est ensuite libérée mais refuse de rejoindre son mari en exil. Devenue folle, elle est soignée par le Dr Blanche, dans sa maison de santé de Montmartre, l’ancienne « Folie Sandrin », au 22 rue de Norvins, après avoir découvert que son mari la trompait. Elle noue alors une liaison avec son médecin, Guillaume Dupuytren.
Réunie à son mari en 1822, elle meurt au début du Second Empire. Elle est enterrée au cimetière du Père-Lachaise.

## Dans la culture populaire
L'actrice Marianne Comtell interprète Émilie de Beauharnais dans le 3e épisode de la série Les Évasions célèbres (1972), lui-même consacré à Émilie et à son époux.
La pièce de théâtre Maria et les autres (Femmes d'en France) de Gérard Levoyer, présente sous forme de caricature de la société d'alors, trois portraits féminins entre la fin XVIIIe et le début du XIXe siècle. Émilie Louise de la Valette en est la première. Adrienne Lecouvreur (comédienne) la seconde, et enfin, Marguerite-Julienne Le Pastour (bourreau ou bourrelle) la troisième.

## Famille

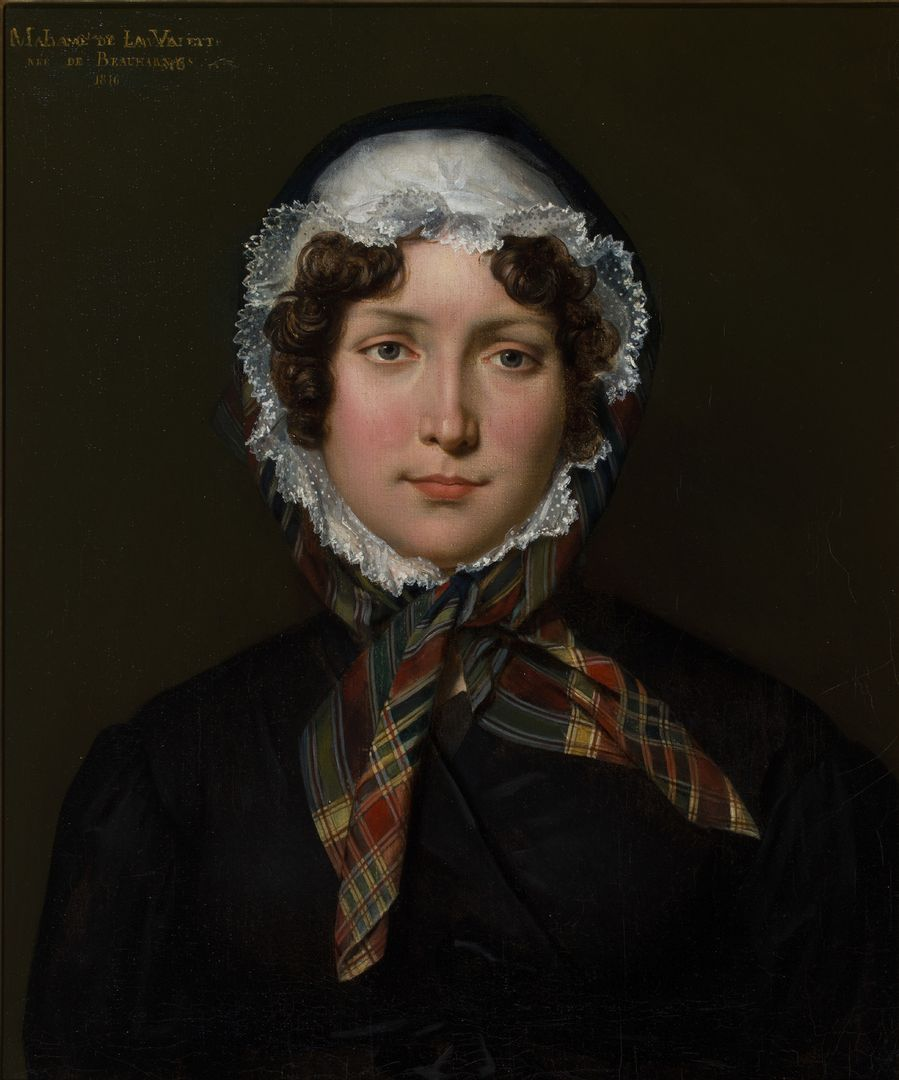
Portrait d'Émile de Beauharnais, comtesse de Lavalette, 1816 (château de Malmaison).

Émilie est la fille de François de Beauharnais, marquis de Beauharnais, et de son épouse et cousine Marie-Anne-Françoise de Beauharnais (1757-1822). Par son père, elle est la petite-fille de François de Beauharnais, gouverneur de la Martinique, et d'Henriette Pyvart de Chastullé (1722-1767) tandis que, par sa mère, elle descend de Claude de Beauharnais, comte des Roches-Baritaud, et de Marie-Anne-Françoise Mouchard de Chaban.
Émilie est donc à la fois la cousine d'Hortense (reine de Hollande), d'Eugène (vice-roi d'Italie) et de Stéphanie de Beauharnais (grande-duchesse de Bade).
Le 22 avril 1798, Émilie épouse, à Paris, Antoine Marie Chamans (1769-1830), futur comte de Lavalette. De cette union naît une fille unique, Joséphine Chamans de Lavalette (1802-1886), qui épouse le baron François Alexandre de Forget (1787-1836).

## Galerie

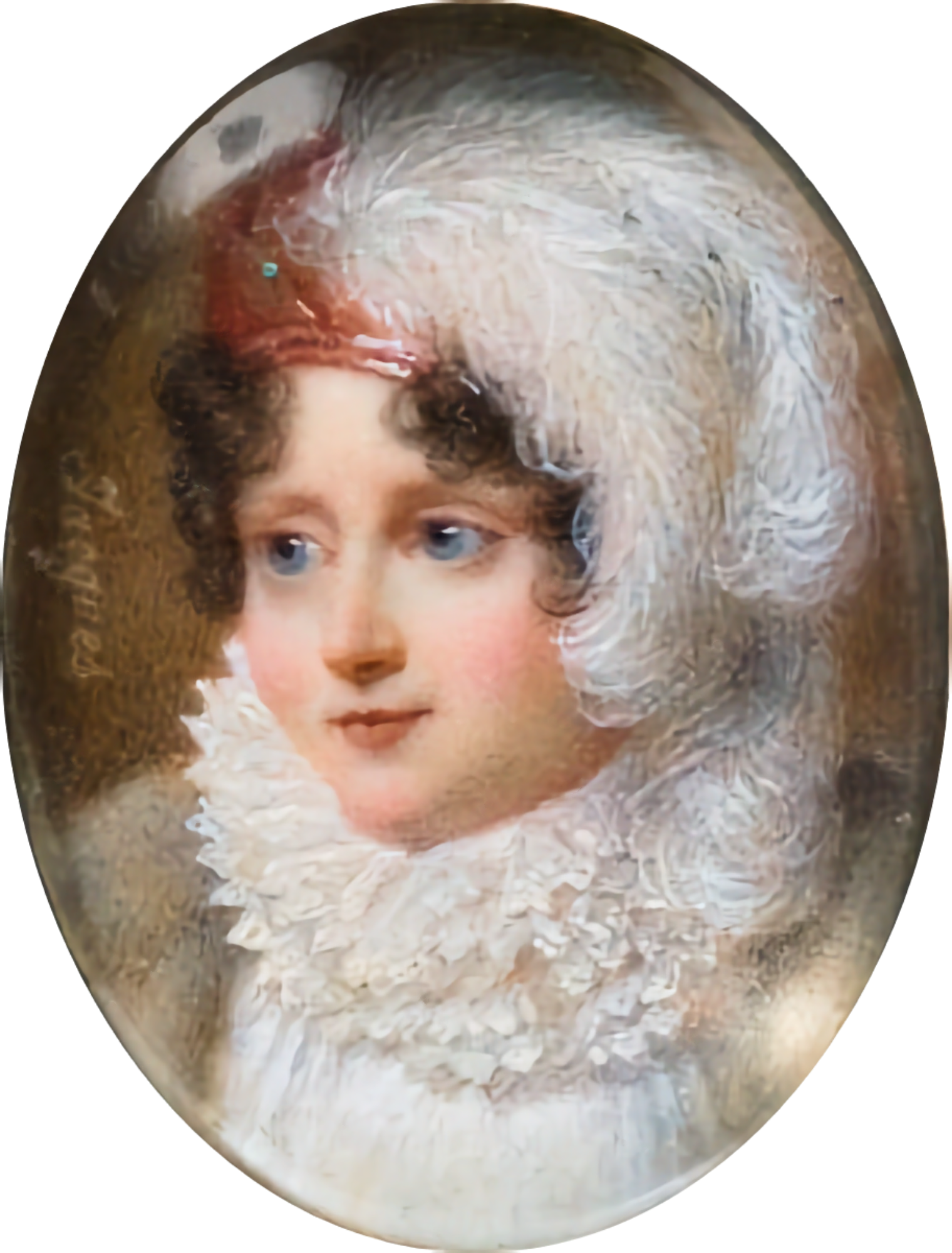
Émilie de Beauharnais, miniature de Nicolas Jacques.
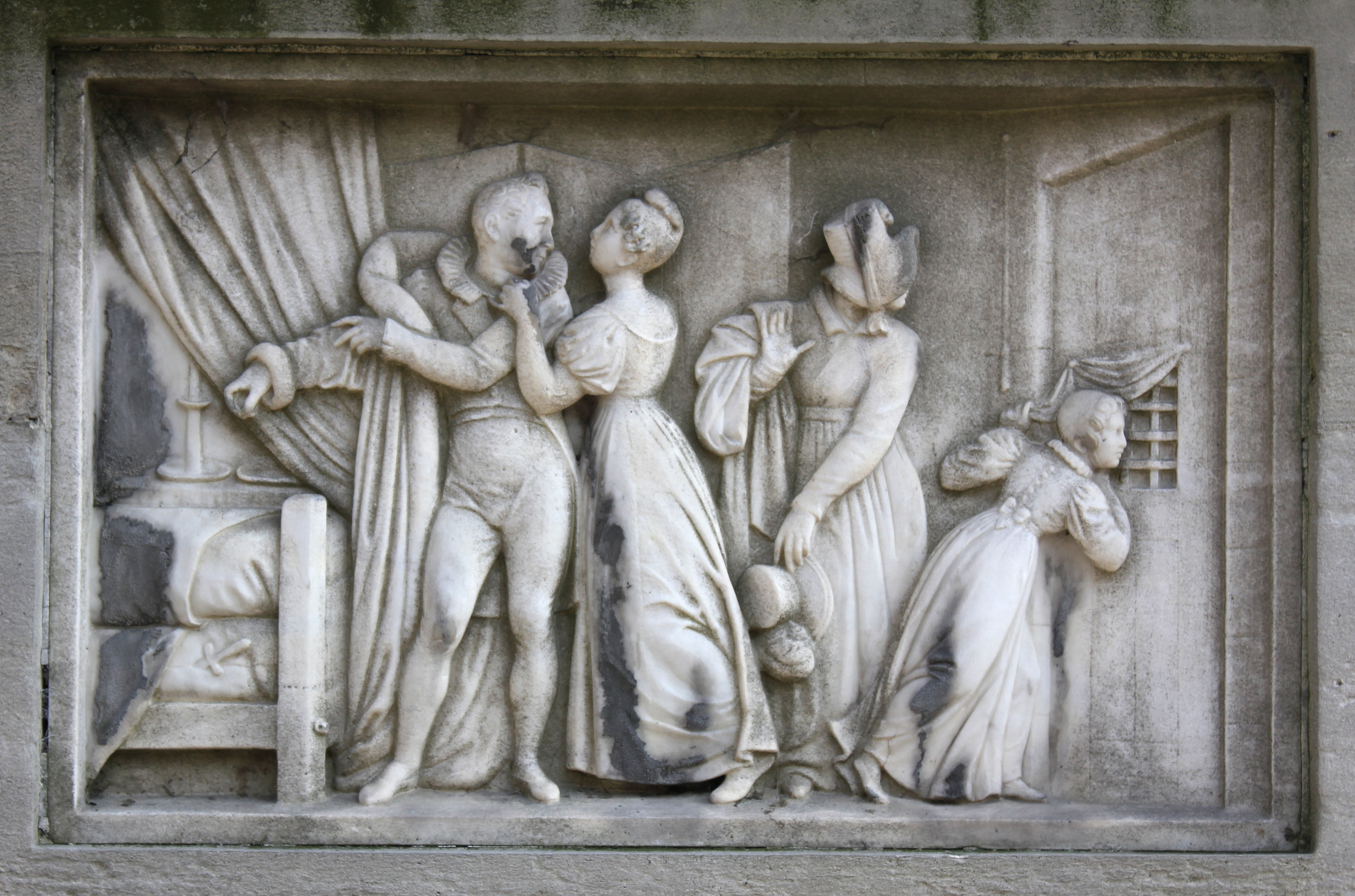
Bas-relief de la tombe des Lavalette montrant l'évasion du comte grâce à sa femme.
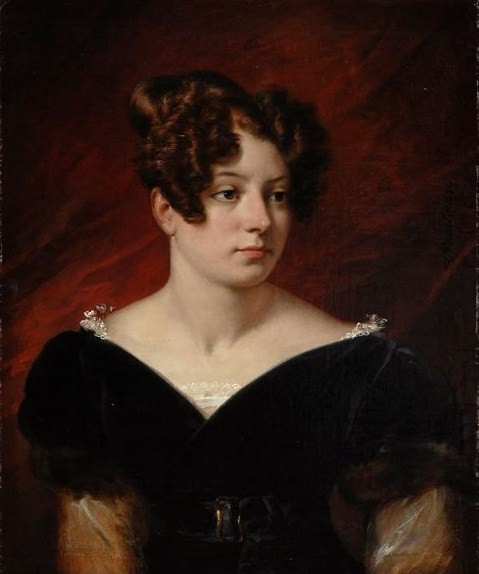
Horace Vernet, Joséphine de Lavalette de Beauharnais, baronne de Forget, 1826, Musée des Beaux-Arts de Blois[5].